# Swedish Open (Badminton)
Als Swedish Open im Badminton werden die Internationalen Meisterschaften von Schweden bezeichnet. Das Turnier fand seit 1956 im jährlichen Rhythmus statt. 1986 und 1987 wurden die Swedish Open nicht ausgetragen. Im Jahr 2000 wurde das Turnier letztmals ausgetragen. Als Nachfolgeturnier finden die Swedish International Stockholm statt.

## Die Sieger
| Saison    | Herreneinzel                                                     | Dameneinzel                                                      | Herrendoppel                                                     | Damendoppel                                                      | Mixed                                                            |
| --------- | ---------------------------------------------------------------- | ---------------------------------------------------------------- | ---------------------------------------------------------------- | ---------------------------------------------------------------- | ---------------------------------------------------------------- |
| 1956      | Leif Ekedahl                                                     | Aase Schiøtt Jacobsen                                            | Berndt Dahlberg Bertil Glans                                     | Anni Jørgensen Kirsten Thorndahl                                 | Jørgen Hammergaard Hansen Anni Jørgensen                         |
| 1957      | Finn Kobberø                                                     | Inger Kjærgaard                                                  | Jørgen Hammergaard Hansen Finn Kobberø                           | Iris Rogers June Timperley                                       | Tony Jordan June Timperley                                       |
| 1958      | Finn Kobberø                                                     | Inger Kjærgaard                                                  | Ole Mertz Poul-Erik Nielsen                                      | Kirsten Granlund Anni Jørgensen                                  | Jørgen Hammergaard Hansen Anni Jørgensen                         |
| 1959      | Berndt Dahlberg                                                  | Hanne Jensen                                                     | Berndt Dahlberg Bertil Glans                                     | Hanne Jensen Inger Kjærgaard                                     | Bertil Glans Berit Olsson                                        |
| 1960      | Berndt Dahlberg                                                  | Eva Pettersson                                                   | Finn Kobberø Poul-Erik Nielsen                                   | Ingrid Dahlberg Berit Olsson                                     | Poul-Erik Nielsen Bodil Sterner                                  |
| 1961      | Leif Ekedahl                                                     | Tonny Holst-Christensen                                          | Tony Jordan Peter Waddell                                        | Hanne Andersen Tonny Holst-Christensen                           | Bjørn Holst-Christensen Tonny Holst-Christensen                  |
| 1962      | Erland Kops                                                      | Ulla Rasmussen                                                   | Jørgen Hammergaard Hansen Finn Kobberø                           | Bente Kristiansen Aase Winther                                   | Finn Kobberø Anni Hammergaard Hansen                             |
| 1963      | Erland Kops                                                      | Ursula Smith                                                     | Henning Borch Knud Aage Nielsen                                  | Karin Jørgensen Ulla Rasmussen                                   | Poul-Erik Nielsen Ulla Rasmussen                                 |
| 1964      | Erland Kops                                                      | Judy Hashman                                                     | Jørgen Hammergaard Hansen Finn Kobberø                           | Judy Hashman Mary O’Sullivan                                     | Finn Kobberø Anne Flindt                                         |
| 1965      | Erland Kops                                                      | Eva Twedberg                                                     | Erland Kops Knud Aage Nielsen                                    | Karin Jørgensen Ulla Rasmussen                                   | Henning Borch Ulla Rasmussen                                     |
| 1966      | Svend Pri                                                        | Judy Hashman                                                     | Henning Borch Jørgen Herlevsen                                   | Judy Hashman Eva Twedberg                                        | Per Walsøe Pernille Mølgaard Hansen                              |
| 1967      | Svend Pri                                                        | Ulla Strand                                                      | Svend Pri Per Walsøe                                             | Lonny Funch Ulla Strand                                          | Per Walsøe Pernille Mølgaard Hansen                              |
| 1968      | Svend Pri                                                        | Eva Twedberg                                                     | Henning Borch Erland Kops                                        | Lonny Funch Ulla Strand                                          | Svend Pri Ulla Strand                                            |
| 1969      | Svend Pri                                                        | Gillian Perrin                                                   | Svend Pri Erland Kops                                            | Margaret Boxall Susan Whetnall                                   | Roger Mills Gillian Perrin                                       |
| 1970      | Svend Pri                                                        | Eva Twedberg                                                     | Svend Pri Per Walsøe                                             | Margaret Boxall Gillian Perrin                                   | Per Walsøe Pernille Mølgaard Hansen                              |
| 1971      | Elo Hansen                                                       | Eva Twedberg                                                     | Svend Pri Per Walsøe                                             | Margaret Beck Gillian Gilks                                      | Derek Talbot Gillian Gilks                                       |
| 1972      | Svend Pri                                                        | Eva Twedberg                                                     | Erland Kops Svend Pri                                            | Margaret Beck Gillian Gilks                                      | David Eddy Gillian Gilks                                         |
| 1973      | Svend Pri                                                        | Eva Twedberg                                                     | Poul Petersen Svend Pri                                          | Margaret Beck Gillian Gilks                                      | Derek Talbot Gillian Gilks                                       |
| 1974      | Sture Johnsson                                                   | Lene Køppen                                                      | Karl-Heinz Garbers Gerhard Kucki                                 | Barbara Giles Heather Nielsen                                    | Roland Maywald Brigitte Steden                                   |
| 1975      | Svend Pri                                                        | Lene Køppen                                                      | Ray Stevens Mike Tredgett                                        | Barbara Giles Susan Whetnall                                     | Mike Tredgett Nora Gardner                                       |
| 1976      | Sture Johnsson                                                   | Gillian Gilks                                                    | Flemming Delfs Elo Hansen                                        | Margaret Beck Gillian Gilks                                      | Steen Skovgaard Lene Køppen                                      |
| 1977      | Liem Swie King                                                   | Lene Køppen                                                      | Ade Chandra Tjun Tjun                                            | Barbara Giles Gillian Gilks                                      | Derek Talbot Gillian Gilks                                       |
| 1978      | Svend Pri                                                        | Lene Køppen                                                      | Flemming Delfs Steen Skovgaard                                   | Nora Perry Anne Statt                                            | Mike Tredgett Nora Perry                                         |
| 1979      | Flemming Delfs                                                   | Lene Køppen                                                      | Flemming Delfs Steen Skovgaard                                   | Joke van Beusekom Lene Køppen                                    | Mike Tredgett Nora Perry                                         |
| 1980      | Prakash Padukone                                                 | Yoshiko Yonekura                                                 | Ade Chandra Christian Hadinata                                   | Atsuko Tokuda Yoshiko Yonekura                                   | Lars Wengberg Anette Börjesson                                   |
| 1981      | Lius Pongoh                                                      | Hwang Sun-ai                                                     | Stefan Karlsson Thomas Kihlström                                 | Nora Perry Sally Leadbeater                                      | Billy Gilliland Nora Perry                                       |
| 1982      | Misbun Sidek                                                     | Wu Dixi                                                          | Christian Hadinata Lius Pongoh                                   | Xu Rong Wu Jianqiu                                               | Duncan Bridge Gillian Clark                                      |
| 1983      | Misbun Sidek                                                     | Helen Troke                                                      | Steen Fladberg Jesper Helledie                                   | Nora Perry Jane Webster                                          | Thomas Kihlström Nora Perry                                      |
| 1984      | Jens Peter Nierhoff                                              | Fumiko Tookairin                                                 | Park Joo-bong Kim Moon-soo                                       | Kim Yun-ja Yoo Sang-hee                                          | Thomas Kihlström Maria Bengtsson                                 |
| 1985      | Han Jian                                                         | Han Aiping                                                       | Li Yongbo Ding Qiqing                                            | Li Lingwei Han Aiping                                            | Stefan Karlsson Maria Bengtsson                                  |
| 1986 1987 | nicht ausgetragen                                                | nicht ausgetragen                                                | nicht ausgetragen                                                | nicht ausgetragen                                                | nicht ausgetragen                                                |
| 1988      | Xiong Guobao                                                     | Han Aiping                                                       | Li Yongbo Tian Bingyi                                            | Lin Ying Guan Weizhen                                            | Wang Pengren Shi Fangjing                                        |
| 1989      | Morten Frost                                                     | Li Lingwei                                                       | Li Yongbo Tian Bingyi                                            | Chung Myung-hee Chung So-young                                   | Park Joo-bong Chung Myung-hee                                    |
| 1990      | Liu Jun                                                          | Huang Hua                                                        | Li Yongbo Tian Bingyi                                            | Huang Hua Zhou Lei                                               | Jan-Eric Antonsson Maria Bengtsson                               |
| 1991      | Ardy Wiranata                                                    | Susi Susanti                                                     | Cheah Soon Kit Soo Beng Kiang                                    | Gillian Clark Nettie Nielsen                                     | Thomas Lund Pernille Dupont                                      |
| 1992      | Poul-Erik Høyer Larsen                                           | Tang Jiuhong                                                     | Chen Hongyong Chen Kang                                          | Yao Fen Lin Yanfen                                               | Pär-Gunnar Jönsson Maria Bengtsson                               |
| 1993      | Thomas Stuer-Lauridsen                                           | Bang Soo-hyun                                                    | Rexy Mainaky Ricky Subagja                                       | Chung So-young Gil Young-ah                                      | Thomas Lund Catrine Bengtsson                                    |
| 1994      | Jens Olsson                                                      | Bang Soo-hyun                                                    | Rexy Mainaky Ricky Subagja                                       | Chung So-young Gil Young-ah                                      | Yoo Yong-sung Jang Hye-ock                                       |
| 1995      | Park Sung-woo                                                    | Ye Zhaoying                                                      | Pär-Gunnar Jönsson Peter Axelsson                                | Kim Mee-hyang Kim Shin-young                                     | Chen Xingdong Wang Xiaoyuan                                      |
| 1996      | Yu Lizhi                                                         | Zhang Ning                                                       | Candra Wijaya Ade Sutrisna                                       | Helene Kirkegaard Rikke Olsen                                    | Park Joo-bong Ra Kyung-min                                       |
| 1997      | Ardy Wiranata                                                    | Gong Zhichao                                                     | Ha Tae-kwon Kang Kyung-jin                                       | Qiang Hong Liu Lu                                                | Michael Keck Erica van den Heuvel                                |
| 1998      | Luo Yigang                                                       | Kim Ji-hyun                                                      | Candra Wijaya Tony Gunawan                                       | Jang Hye-ock Ra Kyung-min                                        | Kim Dong-moon Ra Kyung-min                                       |
| 1999      | Chen Hong                                                        | Gong Ruina                                                       | Ha Tae-kwon Kim Dong-moon                                        | Ra Kyung-min Chung Jae-hee                                       | Kim Dong-moon Ra Kyung-min                                       |
| 2000      | Rasmus Wengberg                                                  | Kanako Yonekura                                                  | Kitipon Kitikul Khunakorn Sudhisodhi                             | Pernille Harder Jane F. Bramsen                                  | Jonas Rasmussen Jane F. Bramsen                                  |
| 2001 2017 | nicht ausgetragen (Ersatz durch Swedish International Stockholm) | nicht ausgetragen (Ersatz durch Swedish International Stockholm) | nicht ausgetragen (Ersatz durch Swedish International Stockholm) | nicht ausgetragen (Ersatz durch Swedish International Stockholm) | nicht ausgetragen (Ersatz durch Swedish International Stockholm) |
| 2018      | Siddharth Pratap Singh                                           | Michelle Skødstrup                                               | Oliver Leydon-Davis Lasse Mølhede                                | Emma Karlsson Johanna Magnusson                                  | Thom Gicquel Delphine Delrue                                     |
| 2019      | Minoru Koga                                                      | Mako Urushizaki                                                  | Mathias Bay-Smidt Lasse Mølhede                                  | Amalie Magelund Freja Ravn                                       | Danny Bawa Chrisnanta Tan Wei Han                                |
| 2020      | Victor Svendsen                                                  | Natsuki Nidaira                                                  | Chiang Chien-wei Ye Hong-wei                                     | Julie Finne-Ipsen Mai Surrow                                     | Yujiro Nishikawa Saori Ozaki                                     |
| 2021      | nicht ausgetragen                                                | nicht ausgetragen                                                | nicht ausgetragen                                                | nicht ausgetragen                                                | nicht ausgetragen                                                |
| 2022      | Kok Jing Hong                                                    | Pitchamon Opatniput                                              | Danny Bawa Chrisnanta Andy Kwek                                  | Chasinee Korepap Jhenicha Sudjaipraparat                         | Anton Kaisti Alžběta Bášová                                      |
| 2023      | Victor Svendsen                                                  | Hina Akechi                                                      | Raymond Indra Daniel Edgar Marvino                               | Maiko Kawazoe Sorano Yoshikawa                                   | Jafar Hidayatullah Aisyah Salsabila Putri Pranata                |
| 2024      | Pablo Abián                                                      | Devika Sihag                                                     | William Kryger Boe Christian Faust Kjær                          | Moa Sjöö Tilda Sjöö                                              | Rasmus Espersen Amalie Cecilie Kudsk                             |
| 2025      | Arnaud Merklé                                                    | Neslihan Arın                                                    | Chua Yue Chern Koon Fung Kelvin Ho                               | Bengisu Erçetin Nazlıcan Inci                                    | Kristoffer Kolding Mette Werge                                   |